# 리처드 블루먼솔
리처드 "딕" 블루먼솔(영어: Richard "Dick" Blumenthal, 1946년 2월 13일 ~ )은 미국 민주당 소속의 정치인이다. 그는 "저는 싸움에서 물러서거나 코네티컷을 우선시하는 데 실패한 적이 없습니다. 아무리 거대하고 강력한 특수 이익이나 법 위반자라도 코네티컷 주민을 보호하는 것은 항상 저의 최우선 순위이자 목적입니다." 라고 밝혔다.

## 역대 선거 결과
| 선거명        | 직책명                          | 대수  | 정당   | 득표율  | 득표수      | 결과 | 당락                     |
| ------------- | ------------------------------- | ----- | ------ | ------- | ----------- | ---- | ------------------------ |
| 1984년 재선거 | 하원의원 (코네티컷 제145선거구) | 104대 | 민주당 | 70.72%  | 1,710표     | 1위  | 코네티컷 주의원 당선     |
| 1984년 선거   | 하원의원 (코네티컷 제145선거구) | 105대 | 민주당 | 68.18%  | 4,863표     | 1위  | 코네티컷 주의원 당선     |
| 1986년 선거   | 하원의원 (코네티컷 제145선거구) | 106대 | 민주당 | 100.00% | 2,619표     | 1위  | 코네티컷 주의원 당선     |
| 1986년 재선거 | 상원의원 (코네티컷 제27부)      | 106대 | 민주당 | 62.18%  | 10,502표    | 1위  | 코네티컷 주의원 당선     |
| 1988년 선거   | 상원의원 (코네티컷 제27부)      | 107대 | 민주당 | 65.88%  | 21,947표    | 1위  | 코네티컷 주의원 당선     |
| 1990년 선거   | 코네티컷 법무장관               | 23대  | 민주당 | 59.18%  | 572,972표   | 1위  | 코네티컷주 법무장관 당선 |
| 1994년 선거   | 코네티컷 법무장관               | 23대  | 민주당 | 66.34%  | 679,313표   | 1위  | 코네티컷주 법무장관 당선 |
| 1998년 선거   | 코네티컷 법무장관               | 23대  | 민주당 | 68.55%  | 631,588표   | 1위  | 코네티컷주 법무장관 당선 |
| 2002년 선거   | 코네티컷 법무장관               | 23대  | 민주당 | 65.65%  | 632,351표   | 1위  | 코네티컷주 법무장관 당선 |
| 2002년 선거   | 코네티컷 법무장관               | 23대  | 민주당 | 74.08%  | 782,235표   | 1위  | 코네티컷주 법무장관 당선 |
| 2010년 선거   | 상원의원 (코네티컷 제3부)       | 112대 | 민주당 | 55.16%  | 636,040표   | 1위  | 코네티컷주 상원의원 당선 |
| 2016년 선거   | 상원의원 (코네티컷 제3부)       | 115대 | 민주당 | 63.19%  | 1,008,714표 | 1위  | 코네티컷주 상원의원 당선 |
| 2022년 선거   | 상원의원 (코네티컷 제3부)       | 118대 | 민주당 | 57.46%  | 723,864표   | 1위  | 코네티컷주 상원의원 당선 |